# Streekhuis Esenkasteel
Het Streekhuis Esenkasteel is een voormalig landhuis in Diksmuide, dat eigendom is van de provincie West-Vlaanderen. Het is gelegen aan Woumenweg 100 en huisvest verschillende diensten die de lokale streekwerking ondersteunen, waaronder Oorlog en Vrede in de Westhoek.

## Geschiedenis
Op de plek van het huidige Esenkasteel was in de 18e eeuw de jachtresidentie gelegen van de familie De Ruysscher.  In 1841 werd die afgebroken en Pierre Antoine de Ruysscher bouwde een landhuis met park en orangerie. Diens opvolger, Edmond Ghislain Deruysscher, brak het opnieuw af en verving het door een nieuw gebouw. Maurice Maeterlinck, neef van Edmond, beschreef het als indrukwekkend lelijk, en gebouwd op de puinen van een lieflijk riddergoed uit de zestiende eeuw. Hij hekelde de sterk eclectische stijl van het geheel. In 1907 werd het landhuis vergroot door Marie De Ruysscher en haar man, Eugene Hynderick de Ghelcke. Het stond sindsdien als kasteel te boek.
Op 12 oktober 1914, in de Eerste Wereldoorlog, werd het kasteel door de Duitsers vernield. De ruïne en het park werden omgebouwd tot een vesting.
De huidige gebouwen werden opgetrokken in 1925. Het kasteel werd weer volledig herbouwd, nu in neoclassicistische stijl. Architect was None Lauwers. Tijdens de Tweede Wereldoorlog werd het kasteel opnieuw door de Duitsers bezet, maar bleef onbeschadigd. Na de oorlog, in 1944, verbleven ook Charles Foulkes en Veldmaarschalk Montgomery enige tijd in het kasteel.
In 1983 werd een deel van het domein (4,7 ha) verkocht aan de gemeente Diksmuide, met uitzondering van de conciërgewoning. Het domein werd opengesteld als park. De gemeente vond geen goede invulling voor het kasteel zelf, en verkocht daarom in 1994 het geheel aan de provincie West-Vlaanderen. De provincie gaf het kasteel de huidige bestemming als kantoorruimte.
Het park werd in 1997 heraangelegd door Paul Deroose, met behoud van een aantal historische elementen. In het park bevinden zich een tiental oude, merkwaardige bomen.
Het gebouw betreft een breed landhuis van twee bouwlagen en een zolder. De ingangspartij wordt getooid door een fronton.